# پوشپوک‌هاتوان
پوشپوک‌هاتوان (به مجاری:  Püspökhatvan) یک شهرداری در مجارستان است که در ناحیه واتس واقع شده‌است. پوشپوک‌هاتوان ۲۴٫۷۳ کیلومتر مربع مساحت و ۱٬۵۲۷ نفر جمعیت دارد.